# Велика Фонтанна вулиця
Ву́лиця Велика Фонтанна — вулиця в Умані.

## Розташування
Починається від перехрестя з вулицею Горького в центральній частині міста. Простягається на схід до Софіївки.

## Опис
Вулиця неширока, по 1 смузі руху в кожен бік, асфальтована. Бере початок на перехресті з вулицею Горького, перехрещується з вулицями Європейською, Громова, Республіканська, Шевченка, Гоголя та Олександрівська.

## Історія
За радянських часів і до 2016 року вулиця мала назву вулиця Паризької Комуни, на честь соціалістичного уряду у Франції, який діяв у 1871 році.

## Будівлі
По вулиці розташовані будівельний супермаркет "Євродім", "Фуршет", "Фокстрот", пологовий будинок та ряд різних магазинів.

Будівельний супермаркет "Євродім"
Продуктовий супермаркет Фуршет
Житловий будинок по вул. В. Фонтанній, 5
Супермаркет електроніки Фокстрот

| Умань | Це незавершена стаття про Умань. Ви можете допомогти проєкту, виправивши або дописавши її. |